# Gherța Mare, Satu Mare
Gherța Mare este un sat în comuna Turț din județul Satu Mare, Transilvania, România.

## Istoric
Mai demult lângă Gherța Mare exista o cetate, care a fost construită de către unul dintre moștenitorii lui Ernye, membru al clanului Ákos, la sfârșitul secolului al XIII-lea.  Numele satului Gherța este însă menționat pentru prima dată în 1341.